# 전자기학
전자기학(電磁氣學, 영어: Electromagnetism)은 전기와 자기 현상을 탐구하는 학문이다. 전기와 자기는 전자기장을 이룬다. 자기 현상은 이미 기원전 2000년 무렵 중국 문헌에 등장하며, 전기 역시 기원전 700년 무렵 고대 그리스 세계에 알려져 있었다. 그러나, 전기와 자기가 전자기력이라는 동일한 기본 상호작용에 의한 현상이라는 점은 19세기에 와서야 밝혀졌다.:533

## 전기장

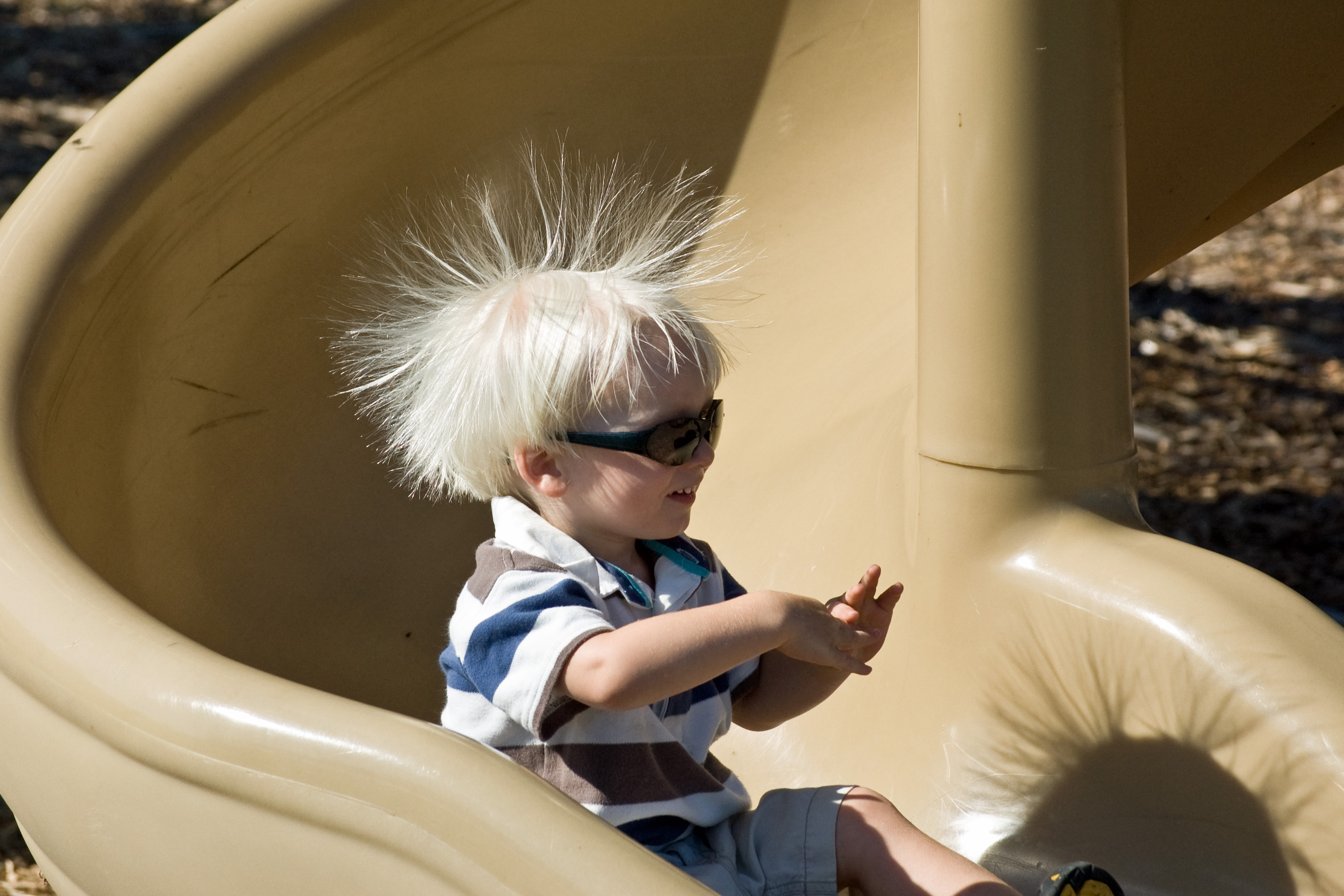
플라스틱 미끄럼틀을 타고 노는 아이가 정전기에 대전되어 머리카락이 곤두서 있다.

양전하와 음전하로 대전된 물체가 만들어 내는 전기장의 모습

양털로 만든 옷감에 플라스틱 빗을 여러 번 문지른 후 머리카락에 갖다 대면 머리카락이 빗에 달라 붙는 것을 볼 수 있다. 이와 같이 물체가 전기를 띄게 되는 것을 대전되었다고 한다. 고대 그리스 시대의 철학자 탈레스는 호박(琥珀)을 마찰하면 호박에 작은 물체가 달라 붙는 것을 관찰하였다. 전기를 뜻하는 영어: electricity는 호박을 뜻하는 그리스어: ἤλεκτρον에서 온 것으로 추정된다.
위에 든 예와 같이 두 물체를 마찰하여 대전된 전기를 정전기라고 하는데, 정전기가 대전되는 까닭은 물체를 이루는 원자가 지니는 전자 가운데 일부가 적은 에너지로도 쉽게 원자에서 벗어날 수 있기 때문이다. 이렇게 원자로부터 벗어나 움직이는 전자를 자유 전자라고 한다. 금속과 같이 자유 전자를 많이 지닌 물질은 언제나 전자들이 쉽게 이동하기 때문에 대전되었더라도 다른 물체와 닿게 되면 전기가 쉽게 전달되어 버린다. 이런 물체를 도체라고 한다. 반면에 고무나 유리와 같은 물질은 자유전자가 매우 적어서 한 번 대전되면 전하를 비교적 오랫동안 유지하게 된다. 이런 물체를 부도체라고 한다. 물질 가운데에는 상태에 따라 도체와 부도체의 성질을 모두 가질 수 있는 것도 있다. 이런 물질들은 반도체라고 부른다. 반도체는 최근 여러 전자 제품에 널리 사용되고 있다.
전기에는 서로 다른 두 종류의 전하가 있어서 같은 것은 밀쳐내고 다른 것과는 끌어당긴다. 18세기 미국의 과학자이자 정치가였던 벤저민 프랭클린은 두 전하를 한 쪽은 양 전하, 다른 쪽은 음 전하라고 이름 붙였다.:536 이런 척력과 인력의 크기는 물체가 갖고 있는 전하의 양과 두 물체 사이의 거리에 관계된다. 이렇게 정전기로 대전된 두 물체 사이에 작용하는 힘은 쿨롱의 법칙으로 계산될 수 있다.:65-68
어떤 공간에 대전된 한 개의 물체가 있다고 할 때, 이 물체 근처로 지나가는 다른 대전된 물체는 쿨롱의 법칙에 따라 서로의 거리가 가까워 질 수록 더 강한 힘을 받게 된다. 반대로 일정 거리 이상 멀어지면 두 전하 사이의 힘은 무시될 수 있을 정도로 작아질 것이다. 이렇게 하나의 전하에서 만들어지는 전기력이 영향을 미치는 범위를 전기장이라고 한다. 전기장의 세기는 어떤 위치에 있는 물체가 단위 전하당 얼마만큼의 힘을 받는지로 계산한다. 국제단위계로 나타내면 쿨롱당 뉴턴, 즉 {\displaystyle N/C}로 나타낸다.
물체에 고여있는 정전기와 달리 전류는 양전하에서 음전하로 흐르는 전기의 흐름이다. 1800년 이탈리아의 과학자 알레산드로 볼타는 황산 수용액에 구리막대와 아연막대를 담은 후, 두 막대를 금속선으로 이어 전지를 발명하였다. 볼타 전지는 최초로 전류를 지속적으로 공급하는 장치였다.:45–47

## 자기장

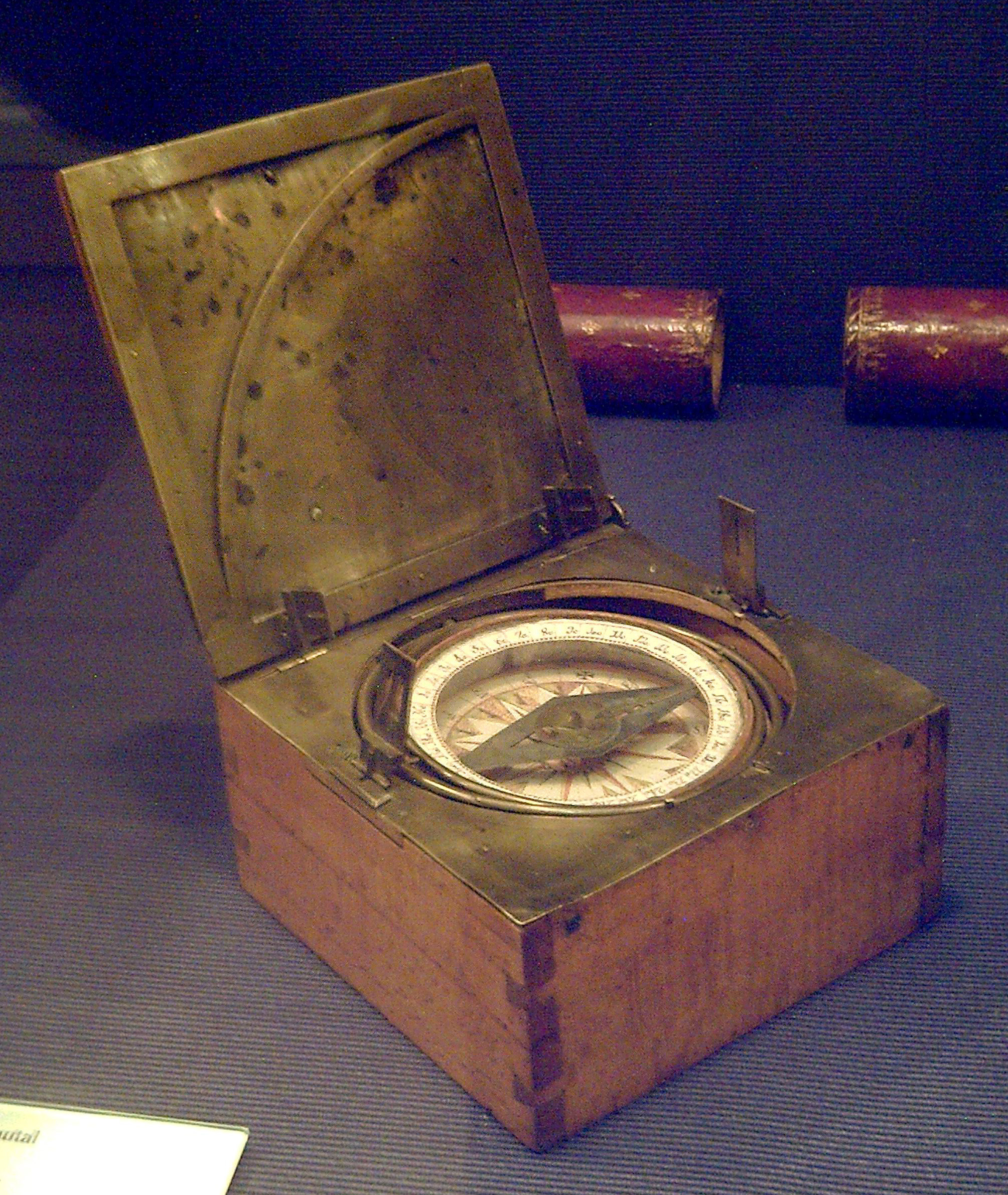
18세기에 제작된 항해용 나침반

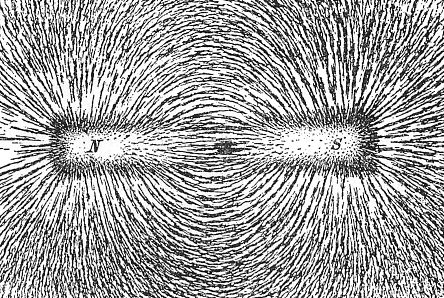
막대 자석 주위에 자기장을 따라 늘어선 철가루

고대 중국에서는 자석에 철이달라붙는 다는 사실과 자석이 남북을 가리킨다는 사실을 알고 있었다. 고대 중국인들은 이러한 성질을 이용하여 나침반을 만들어 사용하였다. 나침반은 세계 여러 곳에 전파되어 항해에 필수적인 장비가 되었다.:102
자석은 전하와 같이 같은 극끼리는 밀치고 다른 극끼리는 잡아당기는 힘이 작용한다. 관례적으로 자석에서 북극을 가리키는 쪽을 N극, 반대편을 S극이라고 한다. 물질이 자기를 띄게 되는 것은 원자가 스스로 전류 고리를 갖기 때문이다. 원자핵의 자전과 원자핵 주변을 돌고 있는 전자의 공전과 자전때문에 원자에 전류 고리가 생기고 이 때문에 원자 자체에 N극과 S극의 성질을 나타내는 자기쌍극자가 형성된다. 전기의 기본 단위인 전하가 음전하 또는 양전하 홀로 존재할 수 있는 것과는 다르게 자기는 자기쌍극자에 의해 발생하는 현상이기 때문에, 기초 단위에서부터 N극과 S극이 동시에 존재한다.:680
자석에 철과 같은 물질이 달라붙는 현상을 자기라고 하고, 자석에 달라붙는 물질을 자성체라고 한다. 널리 알려진 자성체로는 철 이외에 니켈과 같은 것이 있다. 자기에 반응하지 않는 물질은 비자성체라고 하며, 이 외에 자석에 아주 약하게 반응하는 알루미늄, 크롬과 같은 물질은 상자성체, 구리, 금, 은과 같이 자석이 가까이 가면 약하게 반발하는 물질은 반자성체라고 한다.:137
대부분의 물질은 원자단위의 자기쌍극자가 무질서하게 놓여져 있기 때문에 서로간의 자기가 상충되어 자성을 띄지 않지만, 철이나 니켈같은 물질들은 원자의 배열이 자기가 한 쪽 방향으로 정렬되기 쉽도록 되어 있어서 쉽게 자성을 띄게 되고 한 번 자석이 되면 계속하여 자성을 유지하게 된다. 자성을 잃지 않고 계속 지니는 자석을 영구 자석이라고 한다. 철 막대를 자석의 한 극으로 내려 치면 철 원자의 자기쌍극자가 한 쪽으로 정렬되어 영구 자석이 된다. 한편, 영구 자석이 된 철이라고 하더라도 약 770℃ 가 되면 자성을 잃는데, 열에 의해 원자가 무질서하게 운동하기 때문이다.
전기장과 마찬가지로 자기가 미치는 공간을 자기장이라고 한다. 위에 설명한 바와 같이 자기의 단위 자극인 자하는 전하와 달리 홀로 존재하지 않고 언제나 쌍극자로 존재하므로 N극에서 나와 S극까지 이어지는 하나의 자기 흐름을 생각할 수 있다. 이렇게 하나의 폐곡선으로 연결되는 자기 흐름을 자기력선이라고 하는데, 자기장은 일정 공간에 자기력선이 얼마나 많이 모여있는지와 그렇게 모인 자기력선이 얼마나 센 지를 고려하여야 한다. 자기력선이 일정 공간에 얼마나 많이 모여 있는지는 자기 선속 밀도(磁氣線束密度)라고 하며, 관례적으로 {\displaystyle {\overrightarrow {B}}}로 나타낸다. 한편, 특정 위치에서 자기장의 세기는 {\displaystyle {\overrightarrow {H}}}로 나타내는데, 그곳에 놓인 자하가 받는 힘을 뜻한다. 국제단위계에서는 자기장의 단위로 테슬라(T)를 사용하지만 일반적으로는 가우스(G)가 더 많이 쓰인다.:683
자기장의 경우에 자기 선속 밀도와 자기장의 세기가 다른 까닭은 자기장이 통과하는 매질마다 자기장을 전달하는 비율이 다르기 때문이다. 어떤 물질이 자화되어 자기장을 전달하는 비율을 투자율(透磁率)이라고 하고 그리스 문자 μ로 나타낸다. 투자율은 물질마다 고유의 값이 있는데 투자율이 수백에 근접하는 강자성 물체를 제외하면 대부분의 물질은 1에 가까운 투자율을 가지고 있다.:39 진공 또는 자유공간의 투자율은 특히 μ 0로 나타내며, 그 값은 {\displaystyle 4\pi \times 10^{-7}A/m}이다. 자기장의 자기 선속 밀도 {\displaystyle {\overrightarrow {B}}}는 자기장의 세기{\displaystyle {\overrightarrow {H}}}에 투자율 μ를 곱한 것과 같은 값을 갖는다. 즉, 다음과 같은 수식으로 나타낼 수 있다.:39
{\displaystyle {\overrightarrow {B}}=\mu {\overrightarrow {H}}}

## 전자기 유도

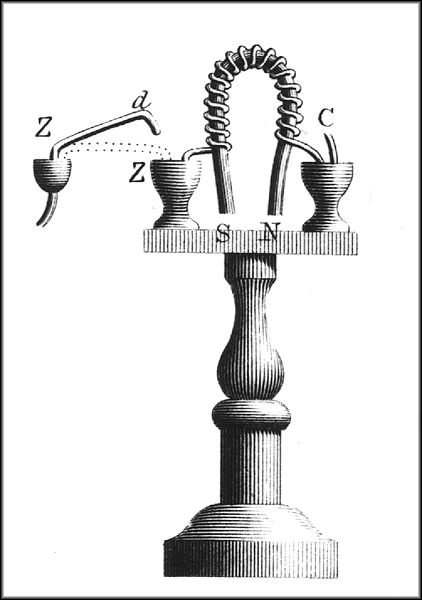
1823년 제작된 스터전의 전자석

전기와 자기는 아주 오래전부터 알려진 현상이었지만, 이 둘이 사실은 같은 상호 작용이란 것은 19세기에 와서야 밝혀졌다. 1820년 덴마크의 과학자 한스 크리스티안 외르스테드는 전류가 흐르는 도선 가까이 나침반을 두면 나침반의 바늘이 가리키는 방향이 변하는 것을 관찰하고 전류와 자기 사이에 연관이 있음을 밝혀냈다. 프랑스의 과학자 앙드레마리 앙페르는 외르스테드의 논문을 읽고 자신도 같은 실험을 하여 전류가 흐르는 도선에 생기는 자기장의 방향을 관찰하였다. 앙페르는 전류가 오른손의 엄지손가락 방향으로 흐를 때 자기장은 나머지 네 손가락을 말아쥔 방향으로 형성된다는 것을 밝혔는데, 오른손 엄지를 위로 치켜 든다면 나머지 말아 쥔 네손가락은 반시계방향을 나타내게 된다. 이러한 발견은 앙페르의 오른나사 법칙이라는 이름으로 널리 알려지게 되었고, 훗날 수리 모형이 만들어져 앙페르의 회로 법칙이 수립되었다. 1824년 영국의 과학자 윌리엄 스터전은 전류에서 발생하는 자기장을 이용하여 전자석을 만들었다. 스터전이 처음 만든 전자석은 말굽 모양의 철심을 자기 코어로 이용한 것이었다. 스터전은 자기 코어에 굵은 구리 전선을 18 번 감아 전자석을 만들었다. 당시에는 오늘날과 같은 절연체가 없었기 때문에 스터전은 구리 도선에 바니시를 발라 절연체로 사용하였다.

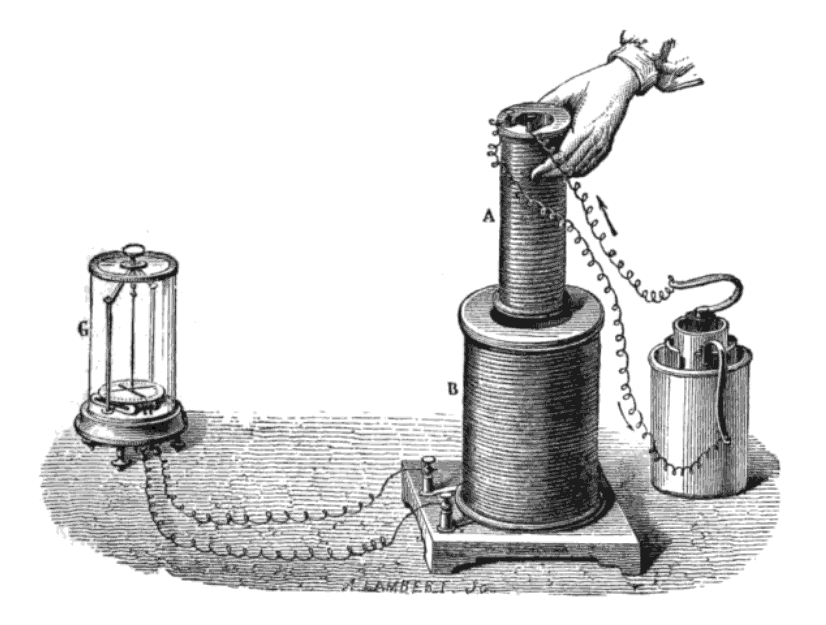
패러데이의 전자기 유도 실험. 코일을 감아 만든 전자석을 다른 코일 속에 넣고 움직이면 전류가 발생한다.

전류가 자기장을 만든다는 사실이 알려지자, 자기장에서도 전류를 만들 수 있지 않을까 하는 의문을 갖는 것은 어찌보면 당연한 것이었다. 1831년 마이클 패러데이는 자석을 도선 가까이에서 움직이면 전류가 생긴다는 것을 밝혀내었다. 패러데이는 영구 자석이든, 전자석이든 자기장을 형성하는 것이기만 하면 도선가까이에서 움직이면(즉, 자기장의 변화가 일어나면) 전류가 생긴다는 것을 알아내고 이를 정리하여 패러데이 전자기 유도 법칙을 발표하였다. 자기에서 전기가 유도될 수 있다는 것이 알려지자, 이것을 이용한 많은 기술들이 발명되었다. 니콜라 테슬라는 전자기 유도를 이용하여 교류 발전기를 발명하였다.

## 맥스웰 방정식

제임스 클러크 맥스웰

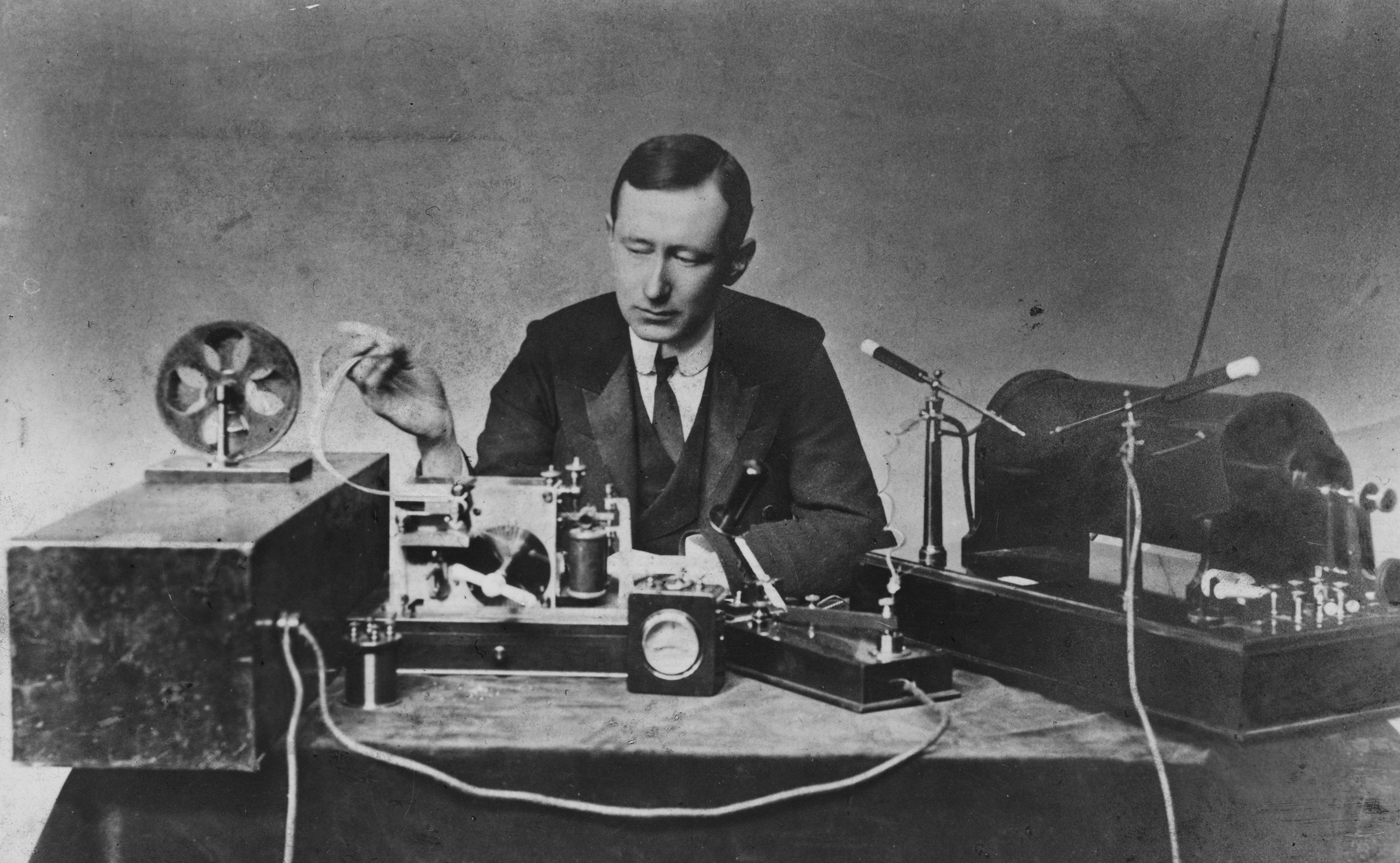
1901년 대서양 너머로 무선 신호를 보내고 있는 굴리엘모 마르코니

1864년 제임스 클러크 맥스웰은 기존의 전기와 자기에 대한 이론의 수리 모형들을 약 20개의 방정식으로 정리하였다. 맥스웰은 나중에 의미가 같은 방정식들은 과감히 생략하고 본질적인 네 개의 방정식으로 정리하였다. 이를 맥스웰 방정식이라고 한다.:112
맥스웰 방정식이 다루는 전자기학의 법칙은 다음과 같다.
- 가우스 법칙: 가우스의 법칙은 전하에 의해 만들어지는 전기장의 에너지를 나타낸다. 이는 본질적으로 쿨롱의 법칙과 같은 결과를 나타내게 된다. 그러나, 가우스의 법칙은 두 개의 전하에 작용하는 힘을 계산하는 쿨롱의 법칙과 달리 하나의 전하만을 고려할 때에도 그에 따른 전하량을 계산할 수 있다.
- 가우스 자기 법칙: 자기는 언제나 N극과 S극이 동시에 존재하므로, 닫힌 곡면을 지나는 자기량은 곡면안으로 들어가는 것과 통과하여 나오는 것이 언제나 같게 된다. 자기력은 벡터이기 때문에 들어가는 자기량과 나오는 자기력의 합은 언제나 0 이 된다.
- 패러데이 전자기 유도 법칙 : 도선 주변에서 자기장이 변화하면 전류가 생기는데, 이렇게 전류가 발생하도록 하는 힘을 기전력이라고 한다.패러데이의 전자기 유도 법칙은 자기 선속 밀도의 변화와 기전력의 관례를 수리적으로 정리한 법칙이다.
- 앙페르 회로 법칙 : 앙페르는 전류 주변에 흐르는 자기장의 세기를 예측할 수 있는 수리 모형을 만들었다. 하지만, 앙페르가 만든 방정식은 불완전한 면이 있었기 때문에 맥스웰은 이를 개선하여 새로운 방정식으로 대체하였다. 이 때문에 수정된 앙페르 회로 법칙은 앙페르-맥스웰 회로 법칙이라고 불리기도 한다.

맥스웰은 전자기학에 대한 법칙들의 수리 모형을 정리하면서 로런츠 힘은 다루지 않았다. 로렌츠 힘은 전하를 띈 물체가 전기장 안에서 받는 힘을 뜻한다. 오늘날 전자기학은 맥스웰 방정식과 로런츠 힘을 기반으로 하고 있다.:114–115
맥스웰은 맥스웰 방정식을 정리한 후, 자계가 사인파와 같은 파동을 보이며 변화한다면 전계 역시 그에 따라 사인파 파동을 만들어 내게 될 것이고, 그 반대도 마찬가지 일 것이므로, 전기와 자기의 성질을 모두 갖는 파동, 즉 전자파가 존재할 것이라고 예측하였다. 맥스웰이 예측한 전자파는 1888년 하인리히 루돌프 헤르츠의 실험을 통해 증명되었다. 이후, 전기 회로에서 생성된 전자파를 안테나를 통해 방출하거나 수신할 수 있다는 것이 알려지게 되었고, 이를 이용하여 무선 통신이나 방송과 같은 전자파를 이용한 기술들이 발명되었다.:175-182

## 같이 보기
- 전기
- 자기
- 전자기역학
- 고전 전자기학
- 양자 전기역학
- 이중 슬릿 실험
- 전자석
- 엑스선
- 광학
- 물리학

## 참고 문헌
- Griffiths, David J. (2006). 《전자기학》. 김진승 역 3판. 진샘미디어. ISBN 8995707011.
  - 원서: (영어) Griffiths, David J. (2012). 《Introduction to Electrodynamics》 4판. Addison-Wesley. ISBN 0321856562.
- (영어) Jackson, J. D. (1998). 《Classical Electrodynamics》 3판. New York: John Wiley & Sons. ISBN 978-0-471-30932-1. OCLC 53599. 2013년 8월 21일에 원본 문서에서 보존된 문서. 2012년 8월 17일에 확인함.

## 주해
1. ↑  두 물체를 마찰하여 대전시킬 때 실재 이동하는 전자의 양은 전체 전자 수 가운데 극히 일부분에 불과하다. 하지만, 전자기력은 중력에 비해 매우 큰 힘이어서 종이 조각과 같은 물체들은 대전된 플라스틱 빗에 쉽게 달라붙는다.
2. ↑  B와 H 위에 있는 화살표는 이 두 값이 벡터임을 의미한다.
3. ↑  다른 말로 하면, 강자성체가 아닌 대부분의 매질에서 자기 선속 밀도와 자기장의 세기가 엇비슷하다는 뜻이 된다.
4. ↑  여기서는 각 법칙의 자세한 방정식은 생략하고 법칙이 제시하는 의미만을 설명한다. 보다 자세한 설명은 해당 법칙의 문서에서 확인할 수 있다.